# Панфагия
Панфа́гия (лат. Panphagia) — род завроподоморфных динозавров из семейства Guaibasauridae, живших в карнийском веке триасового периода на территории современной Аргентины. Типовым и единственным видом является Panphagia protos.
Родовое название в переводе с древнегреческого языка означает «всеядный» из-за соответствующей диеты динозавра. Видовое имя protos переводится как «первый», с отсылкой на базальное местоположение ящера в систематике.

## История открытия

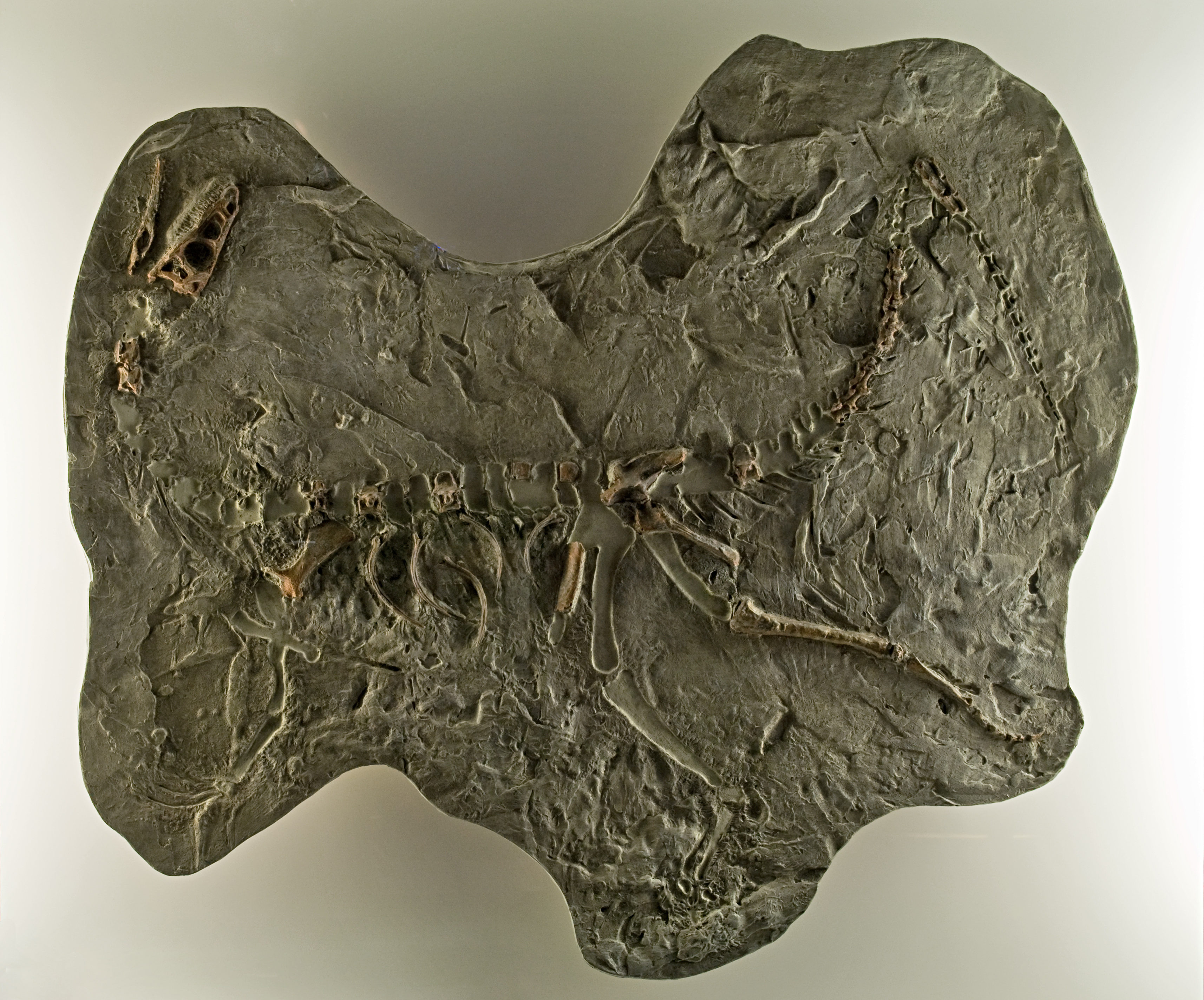
Окаменелые остатки Panphagia protos

Ископаемые остатки панфагии в 2006 году обнаружил аргентинский палеонтолог Рикардо Мартинез в породах геологической формации Исчигуаласто (провинция Сан-Хуан, Аргентина). Голотипом является образец PVSJ 874 — неполный несочленённый скелет почти взрослой особи длиной 1,3 метра. Окаменелые остатки включают части черепа, позвонки, плечевой пояс, тазовый пояс и задние конечности. Красновато-коричневые окаменелости были вмурованы в глыбу зеленоватого песчаника и потребовали несколько лет на извлечение и описание.

## Систематика
Проведя кладистический анализ, авторы описания Рикардо Мартинез и Оскар Алькобер обнаружили, что панфагия является самым базальным из известных завроподоморфов. Ряд черт, таких, как строение тазовых костей, астрагала и лопатки, сближает её с сатурналией (Saturnalia) — ранним завроподоморфным динозавром. Также некоторые особенности строения сближают панфагию с эораптором (Eoraptor), ранним плотоядным завроподоморфом, включая полые кости, листовидные зубы и общие пропорции. Основываясь на анализе и сопоставлении окаменелостей панфагии с её ближайшими родственниками, Мартинез и Алькобер пришли к выводу, что эволюция ящеротазовых динозавров, вероятно, начиналась с мелких, быстро бегающих животных, подобных панфагии. Палеонтологи заключили, что существует общее сходство среди всех этих базальных динозавров, и предположили, что всего несколько структурных изменений разделяют панфагию, эораптора и двух ещё не описанных динозавров.

## Питание

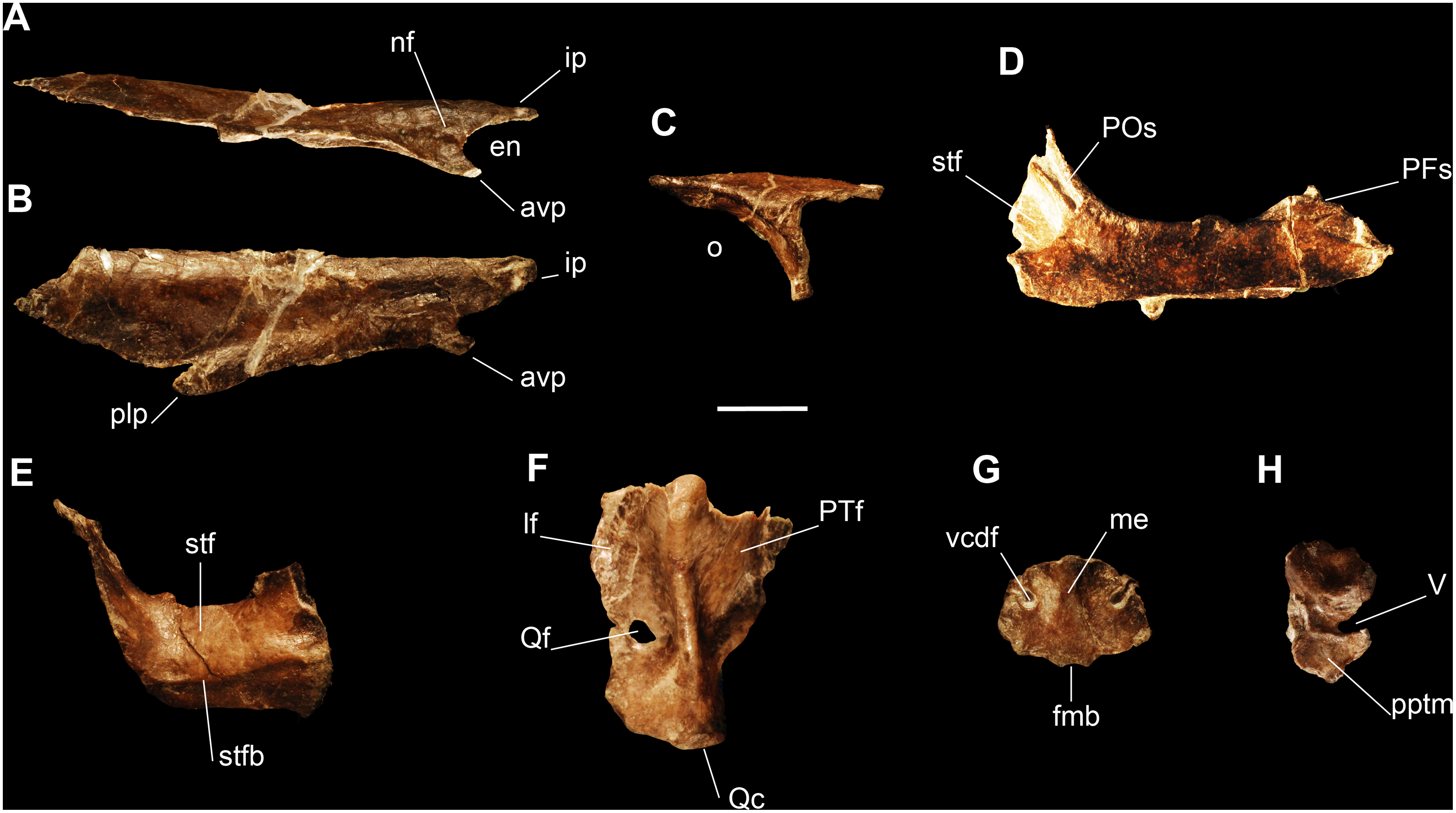
Сохранившиеся фрагменты черепа

Зубы панфагии указывают на возможный всеядный способ питания, переходный по форме между преимущественно плотоядными тероподами и растительноядными завроподоморфами. Зубы в задней части челюсти короче, чем в передней, имеют листовидную форму и более выраженные зубцы.